# Leucocarbo campbelli
El cormorán de la Campbell (Leucocarbo campbelli) es una especie de ave suliforme de la familia Phalacrocoracidae endémica de la isla Campbell, es originaria del sur de Nueva Zelanda y se caracteriza por vivir en hábitats naturales rocosos y con agua, por lo que las costas y el océano son ideales para esta especie. 

## Descripción
El cormorán de la Campbell mide alrededor de 63 cm de largo. Su plumaje es principalmente negro con brillo azulado, salvo en el pecho,el vientre y la garganta que son de color blanco. Esta especie también muestra una franja blanca irregular en las alas cuando las despliega, lo cual es sumamente caracterisitco. Presenta un pequeño penacho en la parte frontal del píleo y  su pico es grisáceo excepto en la punta, ya que las comisuras de la base son de color anaranjado intenso. El color de sus patas son rosadas.